# Priti Patel
Pour les articles homonymes, voir Patel.
Priti Patel, née le 29 mars 1972 à Londres, est une femme politique britannique. Membre du Parti conservateur, elle est secrétaire d'État à l'Intérieur du 24 juillet 2019 au 6 septembre 2022, au sein du second gouvernement de Boris Johnson.

## Biographie
Priti Patel est la fille de Sushil et Anjana Patel, des immigrés d'origine indienne. Ses parents sont originaires du Gujarat, en Inde, mais déménagent en Ouganda. Ils fuient les persécutions contre les populations asiatiques en Ouganda dans les années 1960, émigrant au Royaume-Uni, où ils montent une chaîne de points de vente de presse.
Elle effectue des études d'économie à l'université de Keele, et de politique à l'université de l'Essex.

### Carrière politique
Après ses études, Priti Patel effectue un stage au Conservative central office. Elle intègre ensuite le Referendum Party comme chargée de communication.
En 1997, cette admiratrice de Margaret Thatcher rejoint le Parti conservateur. Elle tente une première fois de devenir députée, en 2005.
Élue députée pour la circonscription de Witham dans l'Essex en 2010, à compter de sa réélection en 2015, Mme Patel est ministre du gouvernement du Royaume-Uni de 2015 à 2017. Du 24 juillet 2019 au 6 septembre 2022, elle est secrétaire d'État à l'Intérieur du gouvernement Johnson.
Le 4 juillet 2024, elle est réélue députée lors des élections générales. Elle annonce quelques semaines plus tard sa candidature à l'élection du leader du Parti Conservateur pour désigner le successeur de Rishi Sunak démissionnaire. Elle arrive en dernière position du premier tour de scrutin le 4 septembre et est éliminée. Le 4 novembre, elle est nommée secrétaire d'État des Affaires étrangères du cabinet fantôme par Kemi Badenoch, victorieuse du scrutin.

### Soutien au Brexit
Lors du référendum sur le maintien du Royaume-Uni dans l'Union européenne en 2016, elle milite en faveur du Brexit.

### Scandale des pourparlers secrets

#### Les faits
Priti Patel, membre du Conservative Friends of Israel (en) (CFI), démissionne de son poste de secrétaire d'État au Développement international le 8 novembre 2017, après avoir eu une série de rencontres avec des responsables israéliens, dont le Premier ministre Benjamin Netanyahu, lors de vacances en Israël ainsi qu'au Royaume-Uni et aux États-Unis, sans en avoir informé préalablement le gouvernement. Une fois mise en cause, Priti Patel (qui, lors de ses rencontres en Israël, était en général accompagnée par Stuart Polak, président honoraire des Conservative Friends of Israel), avait d'abord donné une explication qui avait amené Theresa May à se limiter à une simple réprimande, mais il apparut que Priti Patel avait caché qu'il s'agissait d'octroyer un financement à l'armée d'Israël au titre d'intervention humanitaire en faveur des blessés syriens du Golan.

#### Pourparlers secrets et crainte de théories du complot
Le 9 novembre 2017, The Jewish Chronicle se fait l'écho de la crainte, exprimée en Grande-Bretagne par des représentants de la communauté juive et par des activistes pro-israéliens, que les pourparlers secrets de Priti Patel avec des personnalités politiques israéliennes n'alimentent des théories du complot antisémites.
Selon le cabinet de la Première ministre Theresa May, celle-ci n’était pas au courant de ces réunions avant que la BBC ne les révèle le 3 novembre 2017. Un reportage du journal britannique Jewish Chronicle a suggéré le contraire. Il a affirmé que, bien que ces réunions n’aient pas été préalablement autorisées, les responsables du cabinet de Theresa May en ont eu connaissance presque immédiatement par l’intermédiaire de leurs homologues israéliens.[réf. souhaitée]

## Idéologie politique et points de vue
La Première ministre conservatrice Margaret Thatcher est très tôt devenue l'héroïne politique de Priti Patel : selon Patel, Thatcher « avait une capacité unique à comprendre ce qui faisait vibrer les gens, les ménages et les entreprises. Gérer l'économie, équilibrer les comptes et prendre des décisions — ne pas acheter des choses que le pays ne pouvait pas se permettre ».
Patel est considérée comme appartenant à la droite du Parti conservateur. Elle a pris des positions fermes sur la lutte contre la criminalité, attirant l'attention des médias après avoir plaidé en faveur du rétablissement de la peine capitale dans l'émission de la BBC Question Time en septembre 2011, bien qu'en 2016, elle a déclaré ne plus partager cette position. Elle est opposée au vote des prisonniers.
S'exprimant à la BBC Radio Kent en mars 2018, Priti Patel déclare qu'elle trouve l'abréviation « BME », couramment utilisée pour désigner les Noirs et les minorités ethniques, « condescendante et insultante ». En effet, étant née en Grande-Bretagne, elle se considère avant tout britannique.
Secrétaire à l’Emploi de David Cameron, elle participe à la campagne pour la sortie de l'UE, et déclare que « l’Union européenne est non démocratique et interfère trop dans notre vie quotidienne ».
En tant que députée, elle vote pour un système d’asile plus strict et pour un durcissement des conditions d’immigration. Elle maintient cette position au sein du gouvernement, notamment par le plan d'asile rwandais.
Elle soutient ouvertement le Premier ministre indien Narendra Modi, partisan de l'Hindutva.